# 沙比卡冰川
70°21′S 62°45′W / 70.350°S 62.750°W
沙比卡冰川是南極洲的冰川，位於帕爾默地，美國地質調查局根據測量和該國海軍的空中照片繪入地圖，以研究隊的生物學家命名，現時由南極條約體系管理。